# Retrato de Frédéric Chopin y George Sand

El Retrato de Frédéric Chopin y George Sand fue una obra inacabada que el pintor francés Eugène Delacroix realizó durante 1838.  Originariamente el cuadro, pintado al óleo sobre lienzo, era un doble retrato en el que mostraba al compositor Frédéric Chopin tocando el piano y sentada a su derecha a la escritora George Sand que le escucha mientras fuma un cigarro (dos de sus aficiones favoritas).  Pero más tarde la pintura se cortó para poder vender a los dos personajes por separado motivo por el que se perdieron grandes zonas del lienzo.
El retrato de Chopin (46cm x 38cm) muestra tan solo su rostro y la cabeza desde los hombros mientras que el de Sand (79cm x 57cm) la muestra de medio cuerpo pero estrechamente cortado.
El lienzo de Chopin se conserva en el Louvre de París y el de Sand en el museo Ordrupgaard de Copenhague.

## Historia

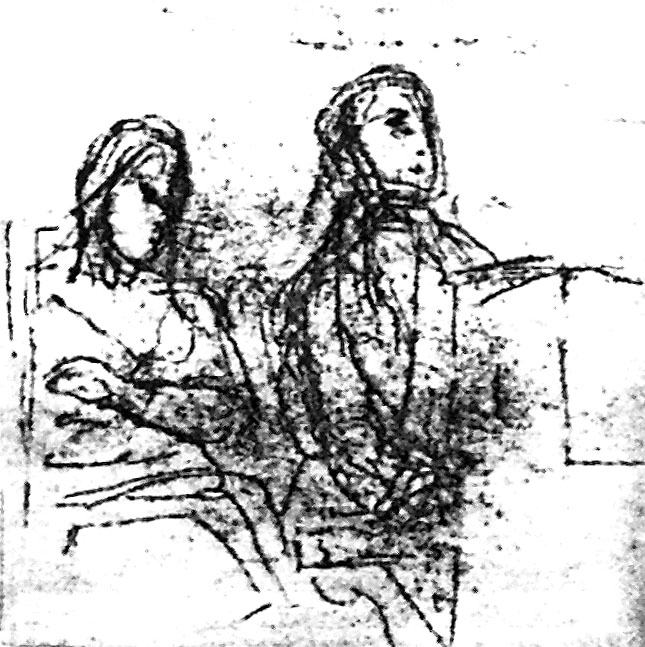
Boceto preliminar realizado por Delacroix y que se conserva en el Louvre.

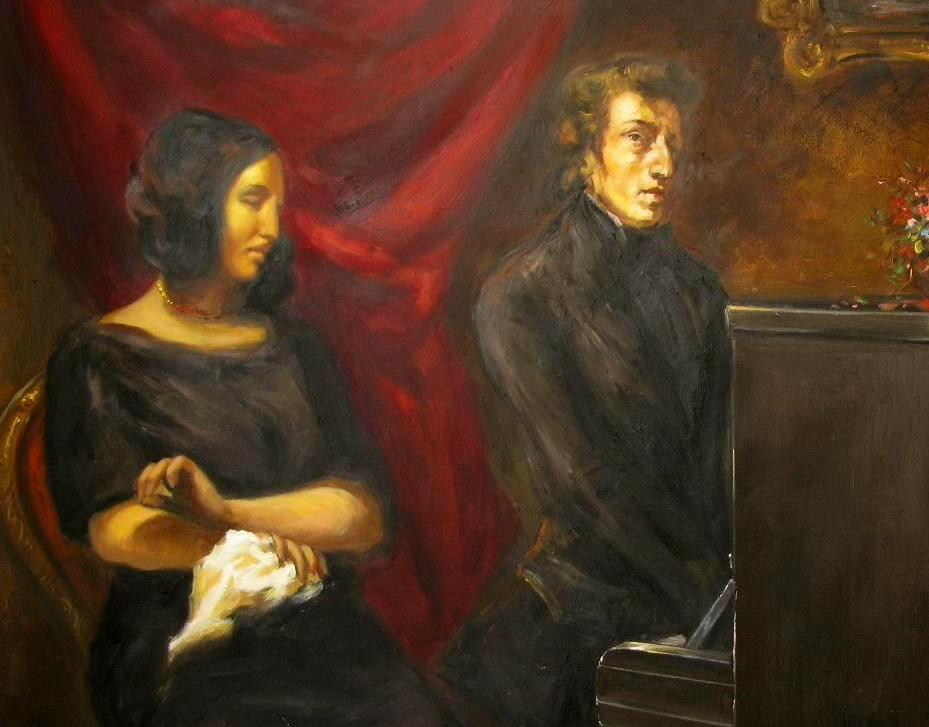
Reconstrucción hipotética del cuadro

George Sand fue una escritora romántica francesa y una de las primeras mujeres escritoras en alcanzar una reputación internacional. Sand era también conocida por su comportamiento inusual para una mujer de su época tales como devaneos sentimentales de conocimiento público, fumar en pipa o vestir ropa de hombre. Sand conoció a Chopin en 1836 y desde 1838 mantuvieron una relación sentimental que duró diez años, hasta dos años antes de la muerte del compositor. Muchas de las mejores obras de Chopin las compuso durante esos diez años.
Sand era amiga de Delacroix, a pesar de que el pintor no apreciaba demasiado el trabajo de ella, y fue ella quien le presentó a Chopin. Los dos hombres entablaron un gran amistad que duraría hasta la muerte del músico.
Poco se sabe del origen del retrato, de las circunstancias que rodearon su ejecución y se ignora también si fue un encargo o pretendía ser un regalo para la pareja. Sí se sabe que Delacroix alquiló un piano con el único propósito de poder pintar el retrato en su estudio, pero paradójicamente, en el cuadro inacabado uno de los elementos que no llegó a ser pintado fue precisamente el piano.
El retrato inacabado permaneció en el estudio del pintor hasta su muerte. Los nuevos dueños pensaron que podrían obtener más beneficios vendiendo los dos retratos por separado por lo que decidieron cortar la obra inacabada en trozos. Es por este motivo que se perdieron grandes zonas del lienzo original. 

El lienzo de George Sand es generalmente visto como el más interesante debido a que, en formato original, pretendía ser el contrapunto al retrato de Chopin y no un simple retrato individual , algo que contravenía muchas de las convenciones del retrato tradicional. En el siglo XIX lo normal era que en un retrato apareciera un busto recto y estático, pero en este caso Sand parece reaccionar a lo que toca Chopin y se aprecia una respuesta emocional a su música.